# Tom Bruce
Thomas Edwin (Tom) Bruce (Red Bluff, 17 april 1952 – Royal Oaks, 9 april 2020) was een Amerikaans zwemmer.

## Biografie
Tijdens de Olympische Zomerspelen van 1972 won Bruce de gouden medaille op de de 4x100m wisselslag. Op de 100m schoolslag won hij de zilveren medaille.

## Internationale toernooien
| Jaar | Olympische Spelen                   |
| ---- | ----------------------------------- |
| 1972 | 4x100m wisselslag · 100m schoolslag |

1960: McKinney, Hait, Larson, Farrell ·
1964: Mann, Craig, Schmidt, Clark ·
1968: Hickcox, McKenzie, Russell, Walsh ·
1972: Stamm, Bruce, Spitz, Heidenreich ·
1976: Naber, Hencken, Vogel, Montgomery ·
1980: Kerry, Evans, Tonelli, Brooks ·
1984: Carey, Lundquist, Morales, Gaines ·
1988: Berkoff, Schroeder, Biondi, Jacobs ·
1992: Rouse, Diebel, Morales, Olsen ·
1996: Rouse, Linn, Henderson, Hall ·
2000: Krayzelburg, Moses, Crocker, Hall ·
2004: Peirsol, Hansen, Crocker, Lezak ·
2008: Peirsol, Hansen, Phelps, Lezak ·
2012: Grevers, Hansen, Phelps, Adrian ·
2016: Murphy, Miller, Phelps, Adrian  ·
2020: Murphy, Andrew, Dressel, Apple  ·
2024: Xu, Qin, Sun, Pan